# Zmiany postępowe
Zmiany postępowe – w patomorfologii jedna z głównych grup klasyfikacyjnych zmian patologicznych, obok wad rozwojowych, zmian wstecznych, zaburzeń krążenia, zapaleń i nowotworów. Obejmują one procesy odrostu, naprawy i adaptacji tkanek. Nazywane są również zmianami rozplemowymi.
Wśród zmian postępowych wyróżniamy:
- odrost i naprawę,
- przerost i rozrost,
- zaburzenia różnicowania komórkowego.

## Piśmiennictwo
- Zollinger HU "Anatomia patologiczna" (tłum. pod red.: Gabryel P), PZWL, Warszawa, 1977.
- Janusz Groniowski, Stefan Kruś (red.): Podstawy patomorfologii. Podręcznik dla studentów medycyny. Wyd. II. Warszawa: Państwowy Zakład Wydawnictw Lekarskich, 1991, s. 108-109. ISBN 83-200-1566-9.
- Janusz Groniowski: Patomorfologia. Wyd. II poprawione i uzupełnione. Warszawa: Państwowy Zakład Wydawnictw Lekarskich, 1974, s. 98-99.

Przeczytaj ostrzeżenie dotyczące informacji medycznych i pokrewnych zamieszczonych w Wikipedii.